# Megommata pulvinariae
Megommata pulvinariae är en tvåvingeart som först beskrevs av Ephraim Porter Felt 1915.  Megommata pulvinariae ingår i släktet Megommata och familjen gallmyggor.
Artens utbredningsområde är Filippinerna. Inga underarter finns listade i Catalogue of Life.